# Симфония № 6 (Шостакович)
Симфония № 6 си минор, op.54 — симфония Дмитрия Шостаковича, написанная в 1939 году и впервые исполненная в Ленинграде 5 ноября 1939 года Ленинградским филармоническим оркестром под управлением Евгения Мравинского.

## История создания
Шестая симфония первоначально задумывалась как симфония о Ленине. Шостакович объявил в сентябре 1938 года, что он хочет работать над Шестой симфонией, которая будет монументальной композицией для солистов, хора и оркестра с использованием стихотворения «Владимир Ильич Ленин» Владимира Маяковского. Но ораторский характер стихотворения затрудняет работу. Позднее композитор попытался включить другую литературу о Ленине в его новую симфонию, но без успеха. 5 ноября 1939 года, ровно через два года после премьеры Пятой симфонии, состоялась премьера Шестой симфонии. В Большом зале Ленинградской филармонии симфонию исполнил Ленинградский филармонический оркестр под управлением Евгения Мравинского, который был в том же составе, что и на премьере последней симфонии. Премьера симфонии прошла успешно.

## Структура
Симфония состоит из трех частей общей продолжительностью 30 минут:
1. Largo
2. Allegro
3. Presto

В среднем, первая часть длится 15—20 минут, вторая часть — 4—6 минут, а третья часть — 5—7 минут.

## Состав оркестра
Симфония написана для оркестра в составе: 3 флейт (третья дублируется флейтой-пикколо), 3 гобоев (третий дублируется английским рожком), 4 кларнетов (третий дублируется малым кларнетом, четвертый дублируется бас-кларнетом), 3 фаготов (третий дублируется контрафаготом), 4 валторн, 3 труб, 3 тромбонов, тубы, литавр, малого барабана, большого барабана, тарелок, треугольника, бубна, гонга, ксилофона, арфы, челесты и струнных.